# Louroux-Bourbonnais
 Louroux-Bourbonnais  là một xã ở tỉnh Allier thuộc miền trung nước Pháp.